# Энц (район)
Энц (нем. Enzkreis) — район в Германии. Центр района — город Пфорцхайм. Район входит в землю Баден-Вюртемберг. Подчинён административному округу Карлсруэ. Занимает площадь 573,69 км². Население — 196 292 чел. Плотность населения — 342 человека/км².
Официальный код района — 08 2 36.
Район подразделяется на 28 общин.

## Города и общины
Города
1. Хаймсхайм (5 233)
2. Книтлинген (7 656)
3. Маульбронн (6 766)
4. Мюлакер (26 236)
5. Нойенбюрг (7 720)

Объединения общин
Общины
1. Биркенфельд (10 544)
2. Айзинген (4 525)
3. Энгельсбранд (4 333)
4. Фриольцхайм (3 605)
5. Иллинген (7 253)
6. Испринген (6 001)
7. Кемпфельбах (6 175)
8. Кельтерн (9 122)
9. Кизельброн (2 905)
10. Кёнигсбах-Штайн (9 844)
11. Мёнсхайм (2 810)
12. Нойхаузен (5 484)
13. Нойлинген (6 620)
14. Ниферн-Эшельбронн (12 194)
15. Эльброн-Дюрн (3 556)
16. Этисхайм (4 888)
17. Ремхинген (11 655)
18. Штерненфельс (2 843)
19. Штраубенхардт (10 654)
20. Тифенброн (5 482)
21. Вирнсхайм (6 497)
22. Вимсхайм (2 671)
23. Вурмберг (2 922)